# Humo de Rañín
Humo de Rañín (aragonesisch O Lumo de Ranyín) ist ein spanischer Ort in den Pyrenäen in der Provinz Huesca der Autonomen Gemeinschaft Aragonien. Der Ort gehört zur Gemeinde La Fueva. Im Jahr 2015 hatte Humo de Rañín 13 Einwohner.
Der Ort ist über die Landstraße SC-22113-02 zu erreichen.

## Sehenswürdigkeiten
- Kirche San Juan Bautista, erbaut im 17./18. Jahrhundert
- Casa Fantova, erbaut im 16. Jahrhundert